# Campeonato de Gran Bretaña de ajedrez

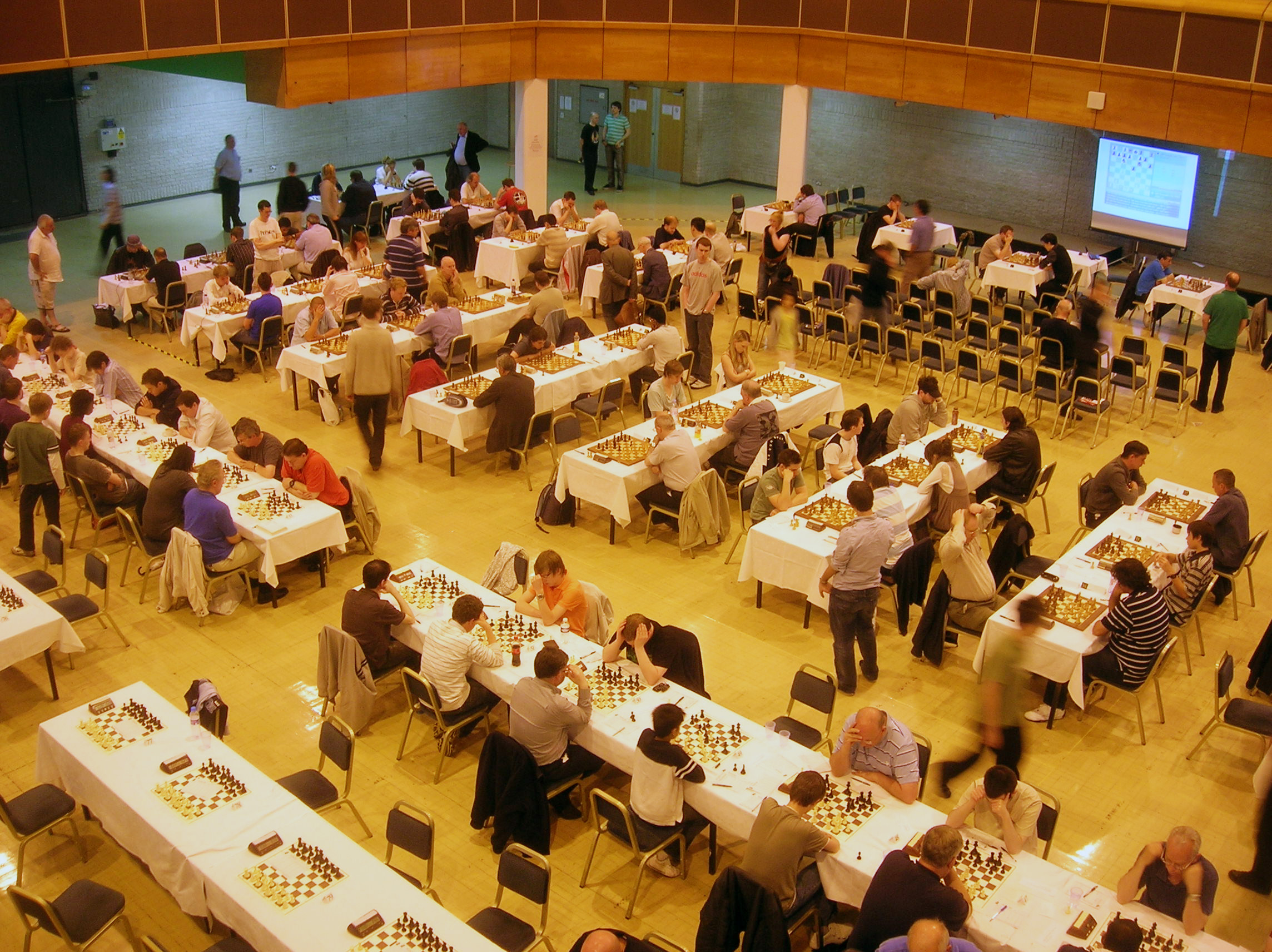
British Chess Championship, Torquay 2009

El Campeonato de Gran Bretaña de ajedrez o Campeonato británico de ajedrez, lo organiza la Federación Inglesa de Ajedrez.
Se realiza un torneo separado para hombres y otro para mujeres. Desde 1923 también se celebra un campeonato británico de ajedrez juvenil y desde 1982 uno para mayores de sesenta años. La sede del campeonato suele cambiar cada año y se ha celebrado en diferentes lugares de Inglaterra, Escocia, Gales y en una ocasión en la Isla de Man. Sin embargo, aunque el campeonato se celebra anualmente desde 1904, nunca se ha celebrado en Irlanda del Norte.

## Tabla del Campeonato de Gran Bretaña individual absoluto[1]
| Edición  | Año     | Sede              | Campeón masculino                | Campeón femenino                        |
| -------- | ------- | ----------------- | -------------------------------- | --------------------------------------- |
| I        | 1866    | Londres           | Cecil de Vere                    |                                         |
| II       | 1868    | Londres           | Joseph Henry Blackburne          |                                         |
| III      | 1870    | Londres           | John Wisker                      |                                         |
| IV       | 1872    | Londres           | John Wisker                      |                                         |
| V        | 1904    | Hastings          | William Ewart Napier             | Kate Belinda Finn                       |
| VI       | 1905    | Southport         | Henry Ernest Atkins              | Kate Belinda Finn                       |
| VII      | 1906    | Shrewsbury        | Henry Ernest Atkins              | Frances Herring                         |
| VIII     | 1907    | Londres           | Henry Ernest Atkins              | Frances Herring                         |
| IX       | 1908    | Tunbridge Wells   | Henry Ernest Atkins              | Grace Curling                           |
| X        | 1909    | Scarborough       | Henry Ernest Atkins              | Gertrude Alison Anderson                |
| XI       | 1910    | Oxford            | Henry Ernest Atkins              | Mary Mills Houlding                     |
| XII      | 1911    | Glasgow           | Henry Ernest Atkins              | Mary Mills Houlding                     |
| XIII     | 1912    | Richmond          | Richard Griffith                 | Gertrude Alison Anderson                |
| XIV      | 1913    | Cheltenham        | Frederick Yates                  | Amabel Nevill Moseley                   |
| XV       | 1914    | Chester           | Frederick Yates                  | Mary Mills Houlding                     |
| XVI      | 1920    | Edimburgo         | Roland Scott                     | Agnes Lawson Stevenson                  |
| XVII     | 1921    | Malvern           | Frederick Yates                  | Gertrude Alison Anderson                |
| XVIII    | 1923    | Southsea          | George Alan Thomas               | Edith Charlotte Price                   |
| XIX      | 1924    | Southport         | Henry Ernest Atkins              | Edith Charlotte Price                   |
| XX       | 1925    | Stratford on Avon | Henry Ernest Atkins              | Agnes Lawson Stevenson                  |
| XXI      | 1926    | Edimburgo         | Frederick Yates                  | Agnes Lawson Stevenson                  |
| XXII     | 1928    | Tenby             | Frederick Yates                  | Edith Charlotte Price                   |
| XXIII    | 1929    | Ramsgate          | Mir Sultan Khan                  | Mary Dinorah Gilchrist                  |
| XXIV     | 1931    | Worcester         | Frederick Yates                  | Edith Michell Amy Eleanor Wheelwright   |
| XXV      | 1932    | Londres           | Mir Sultan Khan                  | Edith Michell                           |
| XXVI     | 1933    | Hastings          | Mir Sultan Khan                  | Miss Fatima                             |
| XXVII    | 1934    | Chester           | George Alan Thomas               | Mary Dinorah Gilchrist                  |
| XXVIII   | 1935    | Great Yarmouth    | William Winter                   | Edith Michell                           |
| XXIX     | 1936    | Bournemouth       | William Winter                   | Edith Holloway                          |
| XXX      | 1937    | Blackpool         | William Fairhurst                | Rowena Mary Bruce                       |
| XXXI     | 1938    | Brighton          | C.H.O'D Alexander                | Minnie Musgrave                         |
| XXXII    | 1946    | Nottingham        | Robert Forbes Combe              | Elaine Saunders                         |
| XXXII    | 1947    | Harrogate         | Harry Golombek                   | Eileen Betsy Tranmer                    |
| XXXIV    | 1948    | Londres           | Reginald Broadbent               | Edith Charlotte Price                   |
| XXXV     | 1949    | Felixstowe        | Harry Golombek                   | Eileen Betsy Tranmer                    |
| XXXVI    | 1950    | Buxton            | Reginald Broadbent               | Rowena Mary Bruce                       |
| XXXVII   | 1951    | Swansea           | Ernst Klein                      | Rowena Mary Bruce                       |
| XXXVIII  | 1952    | Chester           | Robert Wade                      |                                         |
| XXXIX    | 1953    | Hastings          | Daniel Yanofsky                  | Eileen Betsy Tranmer                    |
| XL       | 1954    | Nottingham        | Leonard Barden Alan Phillips     | Rowena Mary Bruce                       |
| XLI      | 1955    | Aberystwyth       | Harry Golombek                   | Joan Doulton Rowena Mary Bruce          |
| XLII     | 1956    | Blackpool         | C.H.O'D Alexander                | Elaine Pritchard                        |
| XLIII    | 1957    | Plymouth          | Stefan Fazekas                   | Anne Sunnucks                           |
| XLIV     | 1958    | Leamington        | Jonathan Penrose                 | Anne Sunnucks                           |
| XLV      | 1959    | York              | Jonathan Penrose                 | Rowena Mary Bruce                       |
| XLVI     | 1960    | Leicester         | Jonathan Penrose                 | Rowena Mary Bruce                       |
| XLVII    | 1961    | Aberystwyth       | Jonathan Penrose                 | Eileen Betsy Tranmer                    |
| XLVIII   | 1962    | Whitby            | Jonathan Penrose                 | Rowena Mary Bruce                       |
| XLIX     | 1963    | Bath              | Jonathan Penrose                 | Rowena Mary Bruce                       |
| L        | 1964    | Whitby            | Michael Haygarth                 | Anne Sunnucks                           |
| LI       | 1965    | Hastings          | Peter Lee                        | Elaine Pritchard                        |
| LII      | 1966    | Sunderland        | Jonathan Penrose                 | Margaret Eileen Clarke Gillian Moore    |
| LIII     | 1967    | Oxford            | Jonathan Penrose                 | Rowena Mary Bruce Dinah Margaret Dobson |
| LIV      | 1968    | Bristol           | Jonathan Penrose                 | Dinah Margaret Dobson                   |
| LV       | 1969    | Rhyl              | Jonathan Penrose                 | Rowena Mary Bruce Dinah Margaret Dobson |
| LVI      | 1970    | Coventry          | Robert Wade                      | Jana Hartston                           |
| LVII     | 1971    | Blackpool         | Ray Keene                        | Jana Hartston                           |
| LVIII    | 1972    | Brighton          | Brian Eley                       | Jana Hartston                           |
| LVIX     | 1973    | Eastbourne        | William Hartston                 | Jana Hartston                           |
| LX       | 1974    | Clacton           | George Botterill                 | Jana Hartston                           |
| LXI      | 1975    | Morecambe         | William Hartston                 | Sheila Jackson                          |
| LXII     | 1976    | Portsmouth        | Jonathan Mestel                  | Jana Hartston                           |
| LXIII    | 1977    | Brighton          | George Botterill                 | Jana Hartston                           |
| LXIV     | 1978    | Ayr               | Jonathan Speelman                | Sheila Jackson                          |
| LXV      | 1979    | Chester           | Robert Bellin                    | Jana Hartston                           |
| LXVI     | 1980    | Brighton          | John Nunn                        | Sheila Jackson                          |
| LXVII    | 1981    | Morecambe         | Paul Littlewood                  | Sheila Jackson                          |
| LXVIII   | 1982    | Torquay           | Tony Miles                       | Jane Garwell                            |
| LXIX     | 1983    | Southport         | Jonathan Mestel                  | Rani Hamid Helen Scott Milligan         |
| LXX      | 1984    | Brighton          | Nigel Short                      | Unni Khaldikar Vasanti                  |
| LXXI     | 1985    | Edimburgo         | Jonathan Speelman                | Rani Hamid                              |
| LXXII    | 1986    | Southampton       | Jonathan Speelman                | Susan Arkell                            |
| LXXIII   | 1987    | Swansea           | Nigel Short                      | Cathy Forbes                            |
| LXXIV    | 1988    | Blackpool         | Jonathan Mestel                  | Cathy Forbes                            |
| LXXV     | 1989    | Plymouth          | Michael Adams                    | Rani Hamid                              |
| LXXVI    | 1990    | Eastbourne        | James Plaskett                   | Susan Arkell                            |
| LXXVII   | 1991    | Eastbourne        | Julian Hodgson                   | Susan Arkell                            |
| LXXVIII  | 1992    | Plymouth          | Julian Hodgson                   | Susan Arkell                            |
| LXXIX    | 1993    | Dundee            | Michael Hennigan                 | Saheli Dhar                             |
| LXXX     | 1994    | Norwich           | William Watson                   | Cathy Forbes                            |
| LXXXI    | 1995    | Swansea           | Matthew Sadler                   | Harriet Hunt                            |
| LXXXII   | 1996    | Nottingham        | Chris Ward                       | Harriet Hunt                            |
| LXXXIII  | 1997    | Hove              | Michael Adams Matthew Sadler     | Harriet Hunt                            |
| LXXXIV   | 1998    | Torquay           | Nigel Short                      | Susan Lalić                             |
| LXXXV    | 1999    | Scarborough       | Julian Hodgson                   | Harriet Hunt                            |
| LXXXVI   | 2000    | Street            | Julian Hodgson                   | Humpy Koneru                            |
| LXXXVII  | 2001    | Scarborough       | Joe Gallagher                    | Melanie Buckley                         |
| LXXXVIII | 2002    | Torquay           | R. B. Ramesh                     | Humpy Koneru                            |
| LXXXIX   | 2003    | Edimburgo         | Abhijit Kunte                    | Ketevan Arakhamia-Grant                 |
| XC       | 2004    | Scarborough       | Jonathan Rowson                  | Ketevan Arakhamia-Grant                 |
| XCI      | 2005    | Isla de Man       | Jonathan Rowson                  |                                         |
| XCII     | 2006    | Swansea           | Jonathan Rowson                  | Ketevan Arakhamia-Grant                 |
| XCIII    | 2007    | Great Yarmouth    | Jacob Aagaard                    | Ketevan Arakhamia-Grant                 |
| XCIV     | 2008    | Liverpool         | Stuart Conquest                  | Jovanka Houska                          |
| XCV      | 2009    | Torquay           | David Howell                     | Jovanka Houska                          |
| XCVI     | 2010    | Canterbury        | Michael Adams                    | Jovanka Houska                          |
| XCVII    | 2011    | Sheffield         | Michael Adams                    | Jovanka Houska                          |
| XCVIII   | 2012    | North Shields     | Gawain Jones                     | Jovanka Houska                          |
| XCVIX    | 2013    | Torquay           | David Howell                     | Sarah Hegarty Akshaya Kalaiyalahan      |
| C        | 2014    | Aberystwyth       | Jonathan Hawkins David Howell[2] | Amy Hoare                               |
| CI       | 2015    | Coventry          | Jonathan Hawkins[3]              | Akshaya Kalaiyalahan                    |
| CII      | 2016[4] | Bournemouth       | Michael Adams                    | Jovanka Houska                          |
| CIII     | 2017    | Llandudno         | Gawain Jones                     | Jovanka Houska                          |
| CIV      | 2018    | Hull              | Michael Adams                    | Jovanka Houska                          |
| CV       | 2019    | Torquay           | Michael Adams                    | Jovanka Houska                          |
| CVI      | 2021    | Hull              | Nicholas Pert                    | Harriet Hunt                            |
| CVII     | 2022    | Torquay           | Harry Grieve                     | Lan Yao                                 |
| CVIII    | 2023    | Leicester         | Michael Adams                    | Lan Yao                                 |
| CIX      | 2024    | Hull              | Gawain Jones                     | Lan Yao Trisha Kanyamarala              |